# Abbaye Sainte-Croix de Quimperlé
Vous lisez un « bon article » labellisé en 2019.
Pour les articles homonymes, voir Sainte-Croix.
L'église paroissiale Sainte-Croix est l’église d’une ancienne abbaye bénédictine, dite « abbaye Sainte-Croix », située dans la ville de Quimperlé, dans le département français du Finistère en région Bretagne.
La tradition veut qu'elle ait été fondée en 1029 par saint Gurloës grâce à une donation du comte de Cornouaille Alain Canhiart ; en réalité, la fondation a probablement eu lieu dans les années 1040-1050. Elle a été l'une des abbayes puissantes de Bretagne et possédait de nombreux prieurés et autres dépendances. Placée sous le régime de la commende en 1553, l'abbaye décline quelque peu, jusqu'à sa reprise en main par la congrégation de Saint-Maur en 1665.
L'abbaye est supprimée lors de la Révolution française. Elle possédait une vaste bibliothèque, riche en manuscrits anciens et précieux ; ce trésor littéraire fut alors pillé et dispersé. Seul le cartulaire de Sainte-Croix de Quimperlé fut sauvé de la destruction par Le Guillou, médecin à Quimperlé. Les bâtiments sont conservés mais réaffectés : l'église abbatiale devient paroissiale et les bâtiments conventuels sont transformés en édifices publics : ils accueillent le tribunal d'instance et la caserne de gendarmerie. L'église est classée monument historique par la liste de 1840 et le cloître inscrit en 1926.
Cependant, le clocher construit au sommet de la rotonde par les Mauristes fragilise celle-ci, et les travaux de restauration ne peuvent empêcher son effondrement le 21 mars 1862 à midi. Il détruit dans sa chute la plus grande partie de l'église, dont ne demeurent intacts que le chœur des moines et la crypte située en dessous. L'édifice est reconstruit à partir de 1864 sur des plans d'Émile Boeswillwald par l'architecte diocésain Joseph Bigot.
L'église abbatiale, construite à la fin du XIe siècle, est un exemple rare d'église romane de plan centré ; en Bretagne, le seul autre cas est la rotonde de Lanleff. Ces plans s'inspirent de la rotonde du Saint-Sépulcre de Jérusalem. Cependant, la rotonde actuelle n'est qu'une reconstitution de l'édifice antérieur. Le chœur des moines et sa crypte témoignent de la qualité de l'architecture de l'église initiale. On peut encore y voir les chapiteaux d'origine, ainsi que, dans l'abside, le jeu d'animation du mur par des arcatures aveugles.
L'église dispose d'un riche mobilier, dont de nombreux objets protégés au titre des monuments historiques. Certains, comme la chaire ou le maître-autel, ont été fabriqués pour l'église nouvellement reconstruite, dans la seconde moitié du XIXe siècle ; d'autres, provenant d'ailleurs, y ont été installés ensuite ; d'autres enfin subsistent de l'édifice primitif : c'est le cas notamment du tombeau de saint Gurloës, situé dans la crypte, et du mobilier et des décors muraux de la sacristie.

## Situation géographique

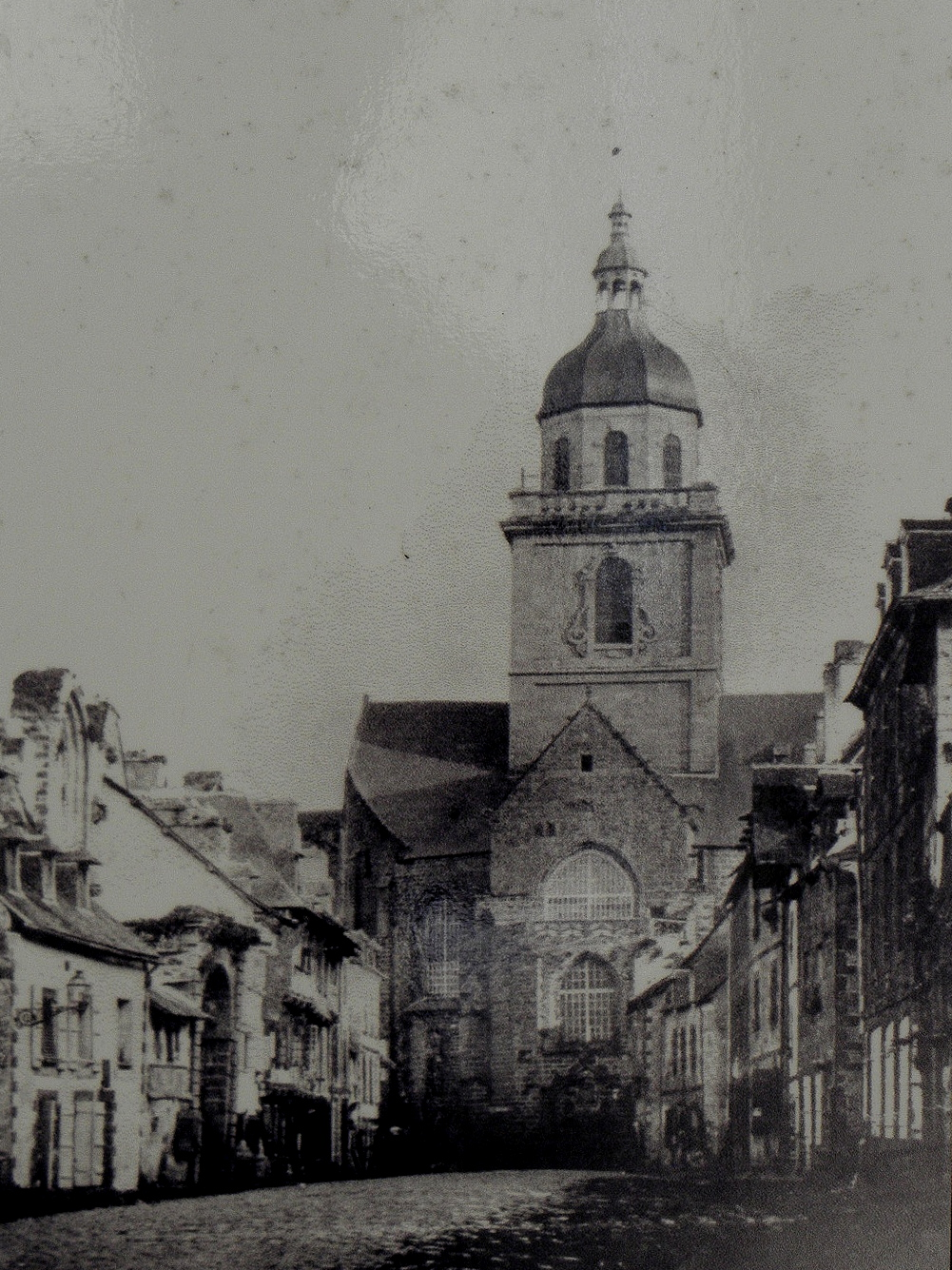
L'abbaye avant 1862, avec le clocher construit par les Mauristes.

L'abbaye est située à Quimperlé dans le département du Finistère. Elle se trouve au confluent des rivières Isole et Ellé, qui, forment ensemble la Laïta, navigable jusqu'à la mer, à une dizaine de kilomètres. Grâce au creusement de douves qui rejoignent l'Ellé et l'Isole, son territoire est une île artificielle, protégée des terres environnantes. Pouvant servir de port grâce à la Laïta, et située sur l'axe de passage de Quimper à Nantes, l'établissement religieux est à l'origine du développement de la ville de Quimperlé.

## Histoire

### La fondation
Une légende voit dans l'abbaye de Quimperlé l'héritière d'un monastère préexistant, fondé au VIe siècle par Gonthiern, prince de Grande-Bretagne en exil, au lieu-dit Anaurot. Ce monastère aurait été détruit en 878 par les Normands. Le comte de Cornouaille Alain Canhiart (1029-1058), accompagné par son frère l'évêque de Cornouaille Orscand, est le fondateur de l'abbaye actuelle. Le cartulaire de Quimperlé indique que l'abbaye a été fondée le 14 septembre 1029, jour de la fête de l'Exaltation de la sainte Croix, après une maladie du comte ; cependant, il s'agit sans doute d'une falsification dans le cadre d'un conflit avec l'abbaye Saint-Sauveur de Redon, et la date réelle de la fondation est plus probablement située aux alentours de 1045-1050. 
En revanche, il est certain qu'en 1083, l'église est restaurée, à l'occasion de l'élévation dans la crypte des reliques du premier abbé, Gurloes, ancien moine de Redon, mort en 1057, dans une vaine tentative de promouvoir son culte : le pape Urbain II s'oppose à ce culte, pour défaut de miracles dûment constatés. Le commanditaire de ces travaux est sans doute Benoît, fils du fondateur Alain Canhiart, ancien moine de Landévennec devenu abbé de la fondation familiale. Son abbatiat est une période prospère pour l'abbaye, dont le temporel se développe : elle compte à la fin du XIe siècle quatorze dépendances entre Nantes et Concarneau, ainsi que des possessions à Belle-Île-en-Mer. Ces possessions font l'objet d'un procès avec l'abbaye de Redon dans la décennie 1110. À cette époque, l'abbaye Sainte-Croix de Quimperlé est favorisée par l'évêque Robert.
Les bâtiments ne connaissent guère de transformations de la fin du XIe siècle jusqu'au XVe siècle, date à laquelle un retable est installé dans l'entrée ouest. La chapelle septentrionale est rebâtie en 1476,.

### De la commende à la réforme des Mauristes

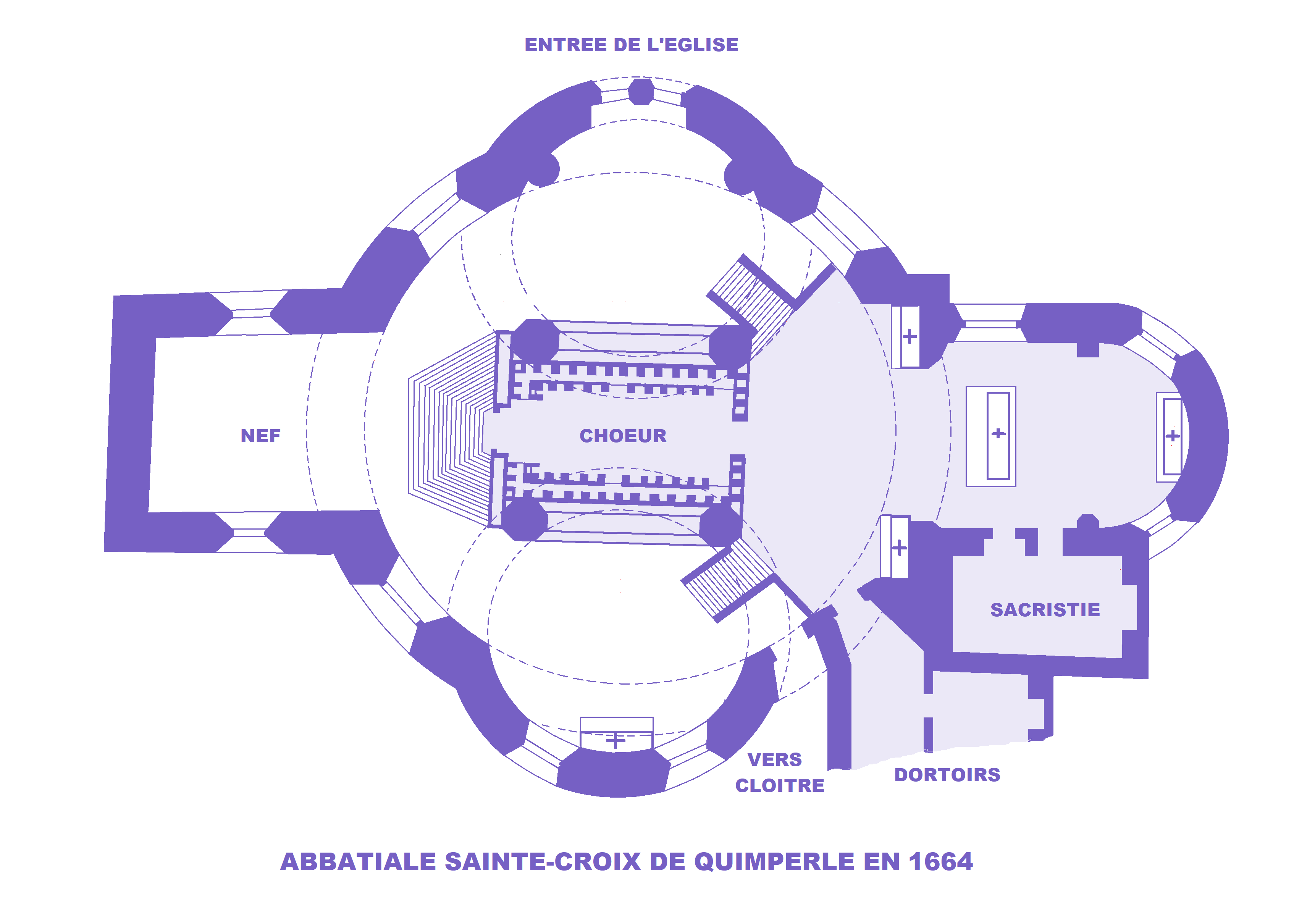
Plan de l'abbaye en 1664.

Placée sous le régime de la commende en 1553, l'abbaye connaît un déclin relatif, qui se traduit par un moindre entretien des bâtiments, notamment de l'église. Le trésor disparaît. Quant à la crypte qui abrite les reliques de saint Gurloës, elle devient un lieu de rendez-vous.
À partir de 1665, l'abbaye appartient aux bénédictins de la congrégation de Saint-Maur, qui y rétablissent la vie régulière suivant la règle de saint Benoît. Ils mènent de lourds travaux de réfection des bâtiments, notamment des bâtiments claustraux, et ajoutent à l'église une tour-lanterne de 56 m de haut. La construction pose rapidement des problèmes de stabilité, et dès 1728 il faut renforcer les piliers du transept qui la supportent, et que son poids a fragilisés. En outre, la façade occidentale reçoit un porche nouveau, de forme rectangulaire, en 1730-1733.

### Les bâtiments après la suppression de l'abbaye
L'abbatiale devient église paroissiale en 1802 et subit une première restauration en 1805. Elle est classée dès 1840, sur la première liste des monuments historiques. En 1848, la commission des monuments historiques s'alarme de l'état de l'édifice, et Prosper Mérimée y déclare que les habitants des maisons voisines avaient dégradé les supports et contreforts. Un projet de restauration est confié à Jean-Baptiste Lassus, inspecteur des bâtiments civils, qui recommande en 1860 la suppression de la tour afin de sauvegarder l'édifice. Il se voit opposer un refus par la municipalité qui en est propriétaire et par le clergé. 

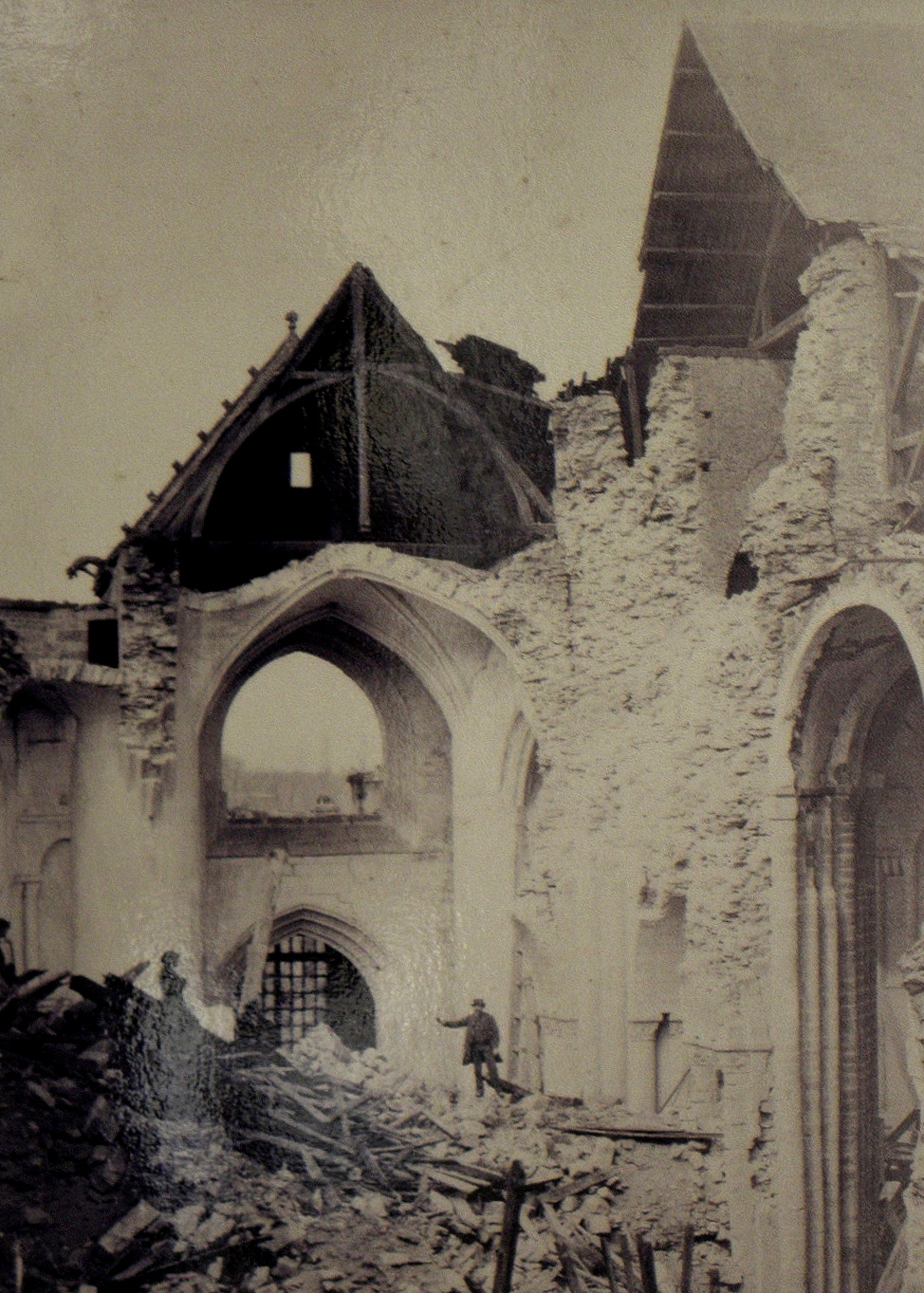
L'abbatiale après l'effondrement du clocher en 1862.

À défaut, une consolidation des supports est entreprise en 1862, mais la tour s'effondre vers le sud lors du décintrement des doubleaux, le 21 mars 1862 à 12 h, tuant deux personnes et entraînant la destruction d'une majeure partie de l'abbatiale. Seuls la crypte, la partie basse du chevet et le portail nord subsistent intacts.
Après des hésitations quant à l'opportunité de rebâtir l'édifice, le chantier est confié à Émile Boeswillwald pour les plans et à Joseph Bigot pour l'exécution. L'église est reconstruite entre 1864 et 1868. Il faut d'abord détruire à la dynamite ce qui reste des voûtes et le portail nord, trop fragilisés, avant de reprendre la construction depuis les fondations. S'il respecte le plan d'origine et les lignes générales de l'élévation, l'architecte prend de grandes libertés malgré l'existence de relevés et de photographies, notamment dans les archives des monuments historiques, en faisant « une restitution archéologique approximative ». Il surélève notamment le sol de la croisée pour donner directement accès à la crypte, masquant ainsi le chœur des moines depuis l'entrée et perturbant considérablement la perspective ascendante qui existait jusqu'alors.
Les bâtiments claustraux sont transformés à partir du XIXe siècle : le pavillon à l'angle sud-est accueille le tribunal d'instance dans la première moitié du siècle, avant d'être détruit dans les années 1970 afin de construire un bâtiment pour la Poste. Le logis abbatial devient l'Hôtel du Lion d'or à la fin du XIXe siècle, et un étage lui est ajouté. Le cloître est inscrit monument historique le 2 décembre 1926. 
Un clocher-peigne est élevé en 1880 au-dessus du pignon de la façade ouest. Un clocher isolé, dessiné par le chanoine Jean-Marie Abgrall, est édifié à l'est du chevet en 1903.

### Vie de l'abbatiale aujourd'hui
L'ancienne abbatiale Sainte-Croix est aujourd'hui affectée à la paroisse Saint-Colomban en Pays de Quimperlé. La messe y est célébrée tous les dimanches matin à 11 h.

### Les possessions de l'abbaye

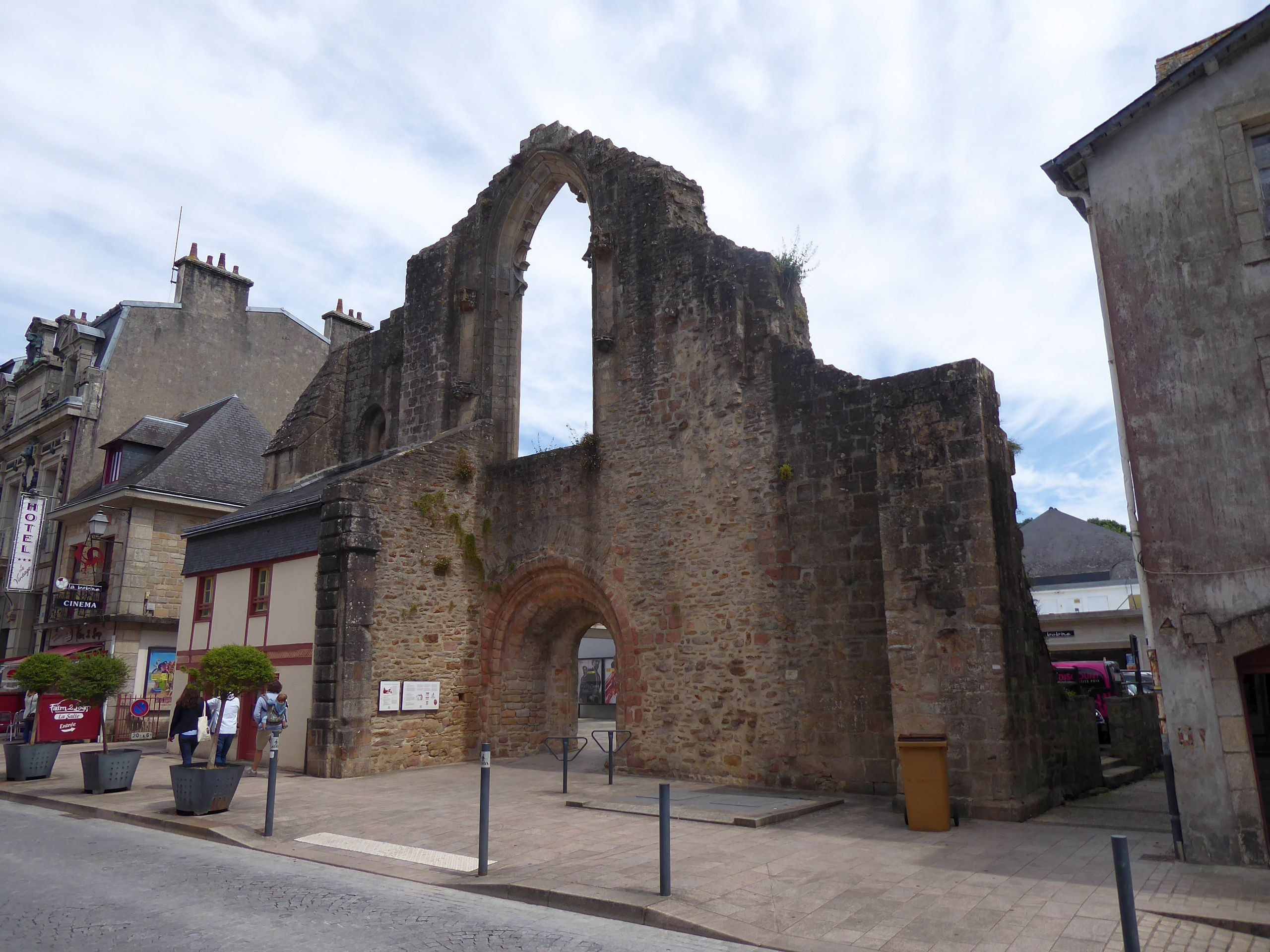
Les ruines de l'église Saint-Colomban de Quimperlé, ancien prieuré de l'abbaye.

Fondée par la famille des comtes de Cornouaille, devenue ensuite famille ducale, l'abbaye de Quimperlé bénéficie de la générosité de ses protecteurs et accumule dès le XIe siècle un domaine particulièrement riche. Parmi ses possessions, on compte de nombreux prieurés : celui de Lanchaillou de Nantes, peut-être aujourd'hui Saint-Félix, donné par l'évêque Quiriace en 1076 ; le prieuré de Saint-Cado de Belz ; le prieuré de Saint-Gérand du Palais, le prieuré de Sauzon ; le prieuré Saint-Ronan de Locronan, donné par le duc Pierre de Dreux ; le prieuré Saint-Laurent de Locamand en Fouesnant, qui devient au XVIIe siècle la propriété des Jésuites de Quimper ; le prieuré de Saint-Guthiern de Doëlan ; le prieuré de Landujen en Duault ; le prieuré de Notre-Dame de Locmaria ; le prieuré de Notre-Dame de Locmariaquer, qui passe ensuite aux mains de l'abbaye de Redon ; le prieuré de Saint-Michel des Montagnes, sur l'île Saint-Michel, à Ploemeur ; le prieuré de Saint-Gurthiern dans l'île de Groix ; les prieurés Saint-Colomban et Sainte-Catherine à Quimperlé ; le prieuré de Saint-Gilles de Pont-Briant en Guiscriff et le prieuré Sainte-Catherine du Grillaud à Chantenay. 
L'abbatiale dispose aussi de plusieurs seigneuries, parmi lesquelles celle de Belle-Île-en-Mer qui fait l'objet d'un procès avec les moines de Redon dans les années 1110. Cette possession est cédée dans les années 1570-1580 à la famille de Gondi, contre des seigneuries à Callac et à Houzillé, près de Vitré.

## Description

### L'église

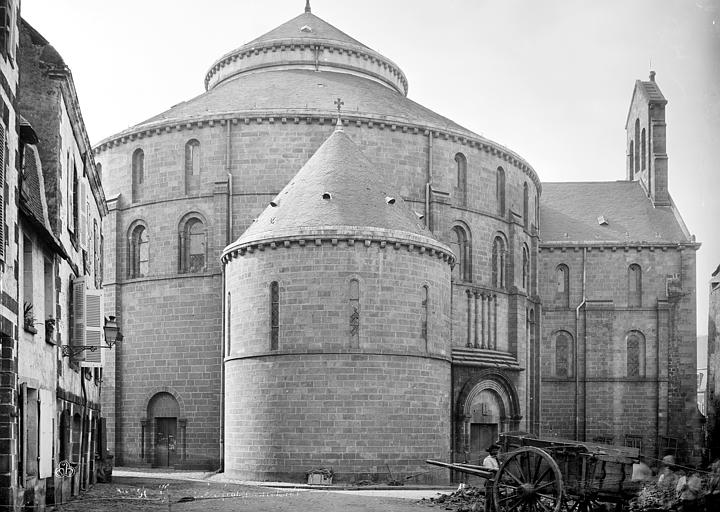
L'église vue depuis le nord par Mieusement.

L'église est construite sur un plan original : elle marie une rotonde de plan circulaire particulièrement ample à un plan cruciforme également important : autour de la rotonde, un collatéral annulaire donne accès au portail occidental et à trois chapelles au nord, au sud et à l'est. La chapelle orientale est la plus importante ; elle abrite le chœur des moines. L'axe nord-sud atteint 41,20 m et l'axe est-ouest 49,60 m. La coupole qui couvre la rotonde atteint 17,20 m de hauteur, et le collatéral annulaire qui en fait le tour 15,80 m. 

#### La crypte

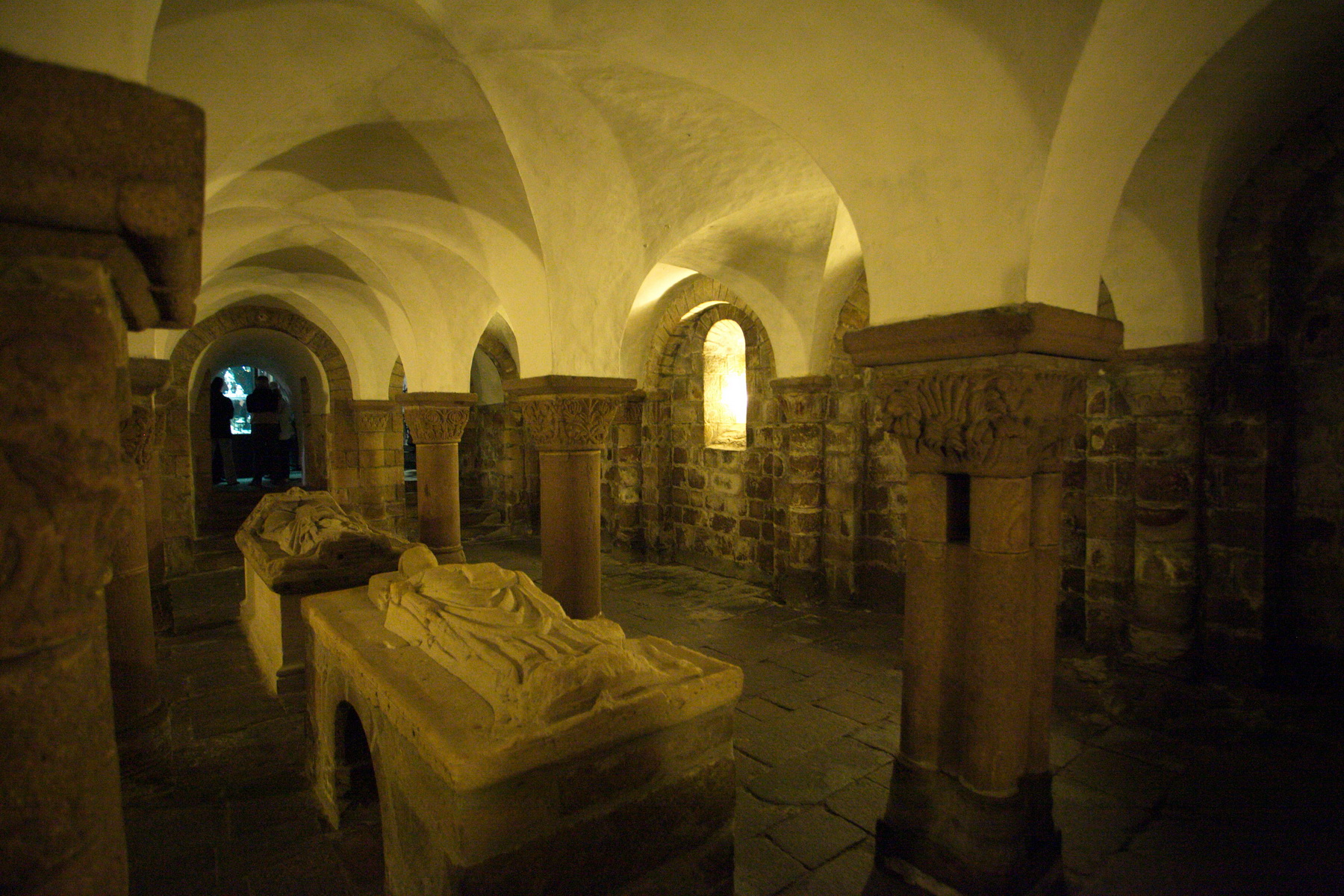
La crypte.

La crypte du XIe siècle, située sous le chœur des moines, est demeurée intacte après l'effondrement de 1862. Construite sur un plan de crypte-halle, elle comporte trois vaisseaux et quatre travées et s'achève en abside. Longue de 11,20 m et large de 7,80 m, elle est couverte de voûtes d'arêtes qui retombent, au centre, sur six colonnes cylindriques, à l'est, deux supports composés de quatre colonnettes engagées sur un cœur cylindrique, et le long des murs sur des colonnes engagées.
Comme la crypte n'a guère souffert de l'accident de 1862, les dix-huit chapiteaux sont tous d'origine, de même que les bases des colonnes. Les chapiteaux des colonnes engagées sur les murs latéraux sont épannelés en tronc de cône, tandis que ceux des colonnes qui séparent les trois vaisseaux ont un épannelage cubique. Ils sont sculptés de motifs végétaux d'inspiration corinthienne, avec des bouquets de feuilles d'acanthe. Ils se répondent deux à deux : ceux de l'entrée, puis ceux des murs extérieurs ensemble et ceux des colonnes ensemble. La complexité de leur décor est proportionnelle à la proximité du tombeau de saint Guthiern. 
Les bases des colonnes sont également sculptées. De forme tronconique, elles ont reçu un décor d'entrelacs végétaux, comme à Landévennec ou à la crypte de la cathédrale de Nantes.

#### Le chœur des moines

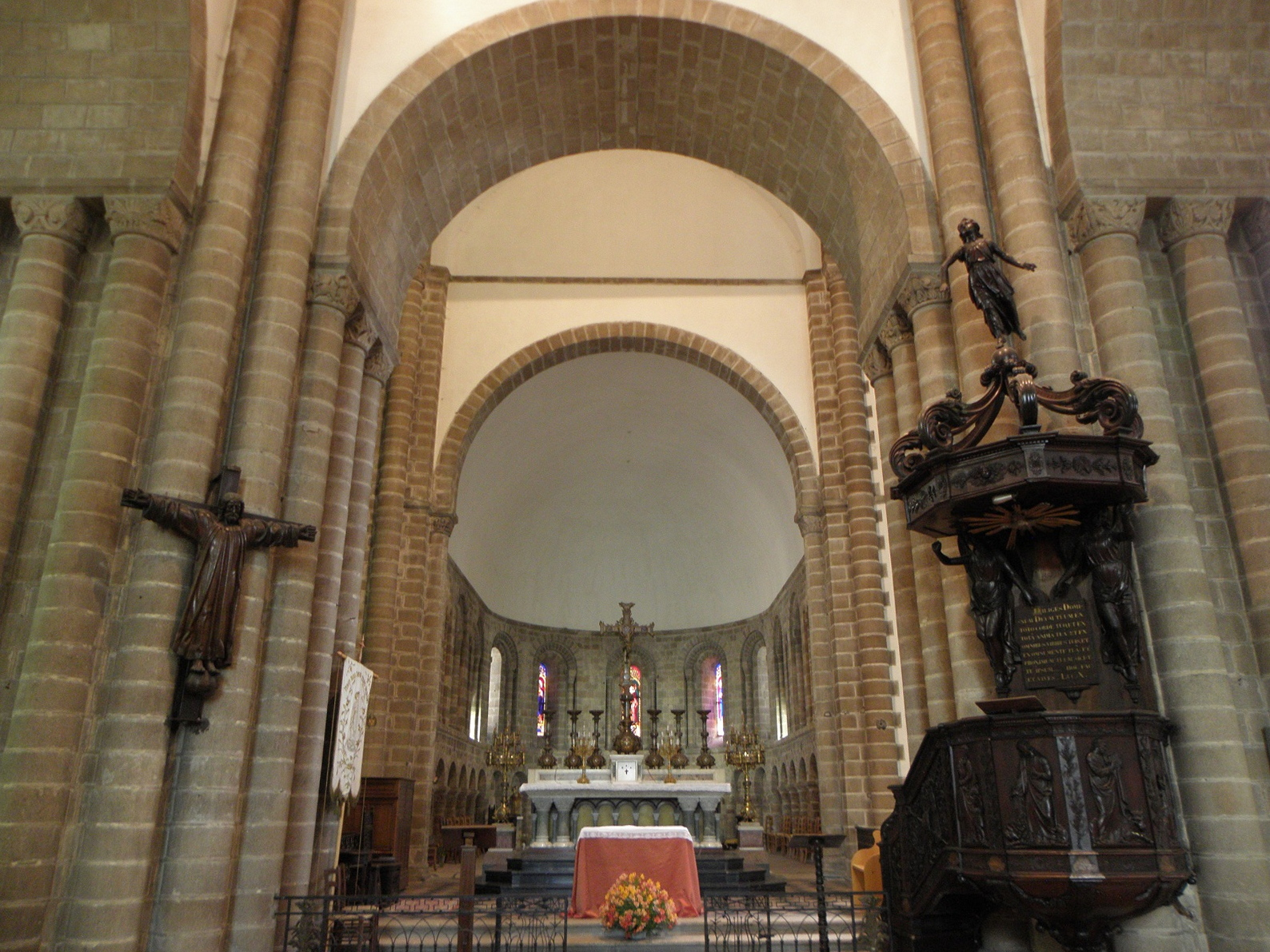
Le chœur des moines.

Au-dessus de la crypte se trouve l'abside, aussi appelée chœur des moines, en grande partie épargnée lors de l'effondrement. Il est voûté en cul-de-four et long de 13 m ; la voûte atteint 10,30 m de hauteur. Onze fenêtres, hautes et particulièrement profondes, l'éclairent. Au-dessous des fenêtres, dix-huit arcatures aveugles à simple rouleau retombent sur des colonnes engagées qui rappellent celles de la crypte. 
Presque tous les chapiteaux de l'abside sont d'origine, à l'exception d'un seul, refait après la catastrophe de 1862. Ils présentent deux registres de décors végétaux, souvent d'inspiration corinthisante, mais vis-à-vis de laquelle le sculpteur montre une certaine liberté : des petites feuilles polylobées ou ourlées, voire des décors d'entrelacs au registre inférieur de certaines corbeilles. Le registre supérieur porte des feuilles larges, angulaires, ou bien des bouquets liés par une bague, où parfois se glissent de petites têtes animales ou humaines.

#### La rotonde

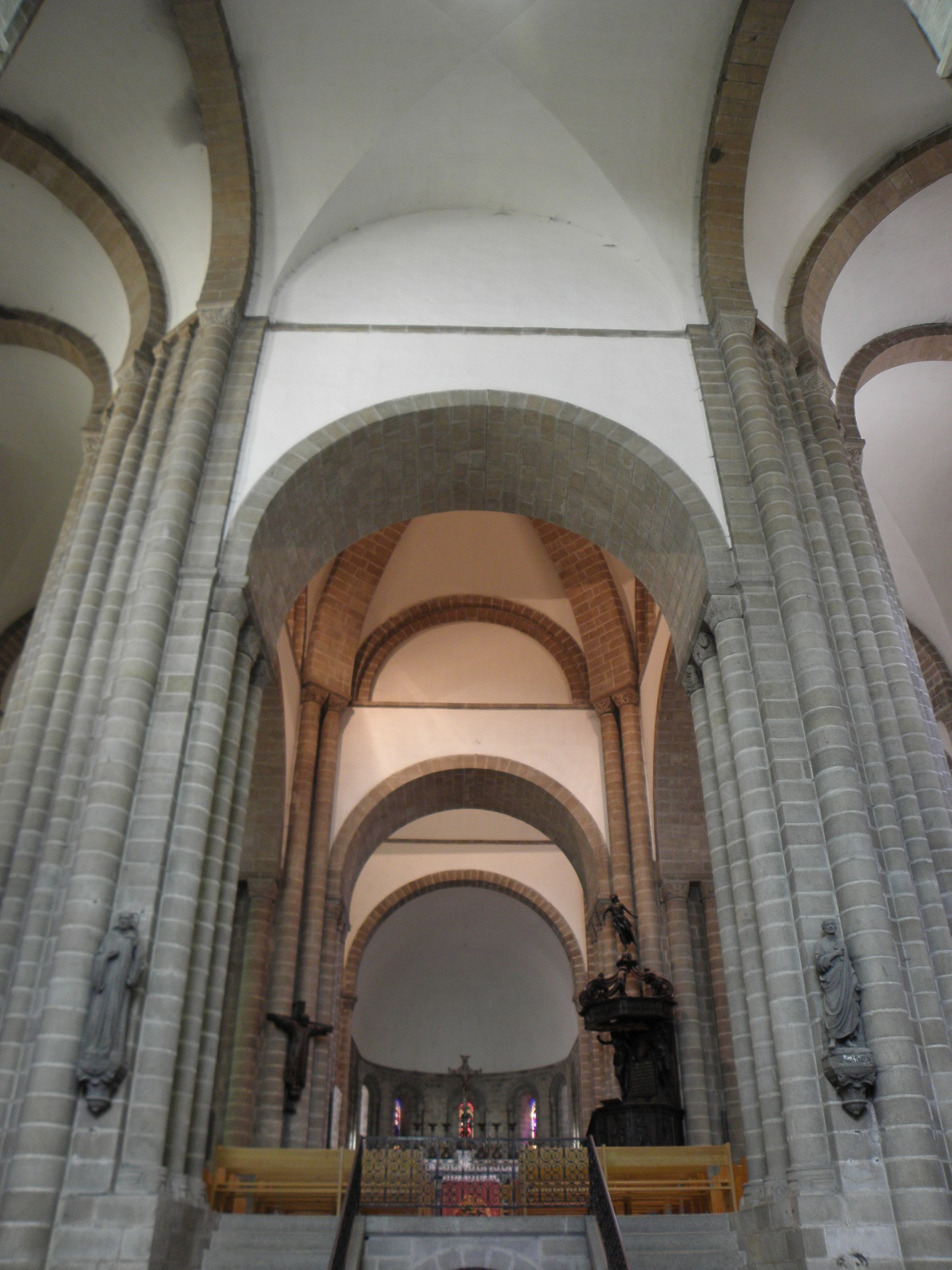
La rotonde.

Sainte-Croix est le premier édifice roman breton entièrement voûté. C'est, avec l'église de Lanleff dans les Côtes-d'Armor, la seule église de Bretagne à avoir un plan circulaire, calqué sur l'église du Saint-Sépulcre à Jérusalem. Mais contrairement à celui-ci, l'édifice d'origine ne présentait pas une organisation centrée, mais une progression longitudinale des espaces d'est en ouest. Le sol s'élevait par palier sur les 50 m de l'axe principal, conduisant le regard au travers des grands arcs de la croisée jusqu'aux fenêtres du chœur qui fermaient la perspective. 
La reconstruction de la rotonde par Joseph Bigot a repris les dimensions de l'édifice roman. À l'extérieur, un toit conique à léger ressaut couvre la rotonde, dont le tambour comporte trois niveaux, le premier aveugle, les autres percés de fenêtres. À l'intérieur, au centre, quatre piliers sont entourés de quinze colonnes engagées : trois sur les côtés portent les arcs qui forment la voûte centrale ; sept autres, du côté du collatéral, reçoivent les doubleaux de la voûte en berceau, qui retombent à l'extérieur sur d'autres colonnes engagées. Vers le centre de la rotonde, les deux dernières colonnes engagées reçoivent les larges arcs de la voûte centrale. 
Une partie des chapiteaux anciens ont été remontés lors de la reconstruction, sur des tailloirs qui ont tous été remplacés. La plupart présentent des décors végétaux de grande qualité, où s'ébattent parfois des animaux, voire des personnages humains, de moins bonne facture. Compte tenu de l'ampleur de la reconstruction, il est aujourd'hui impossible de déterminer s'il y avait un programme iconographique cohérent.

### Les bâtiments claustraux

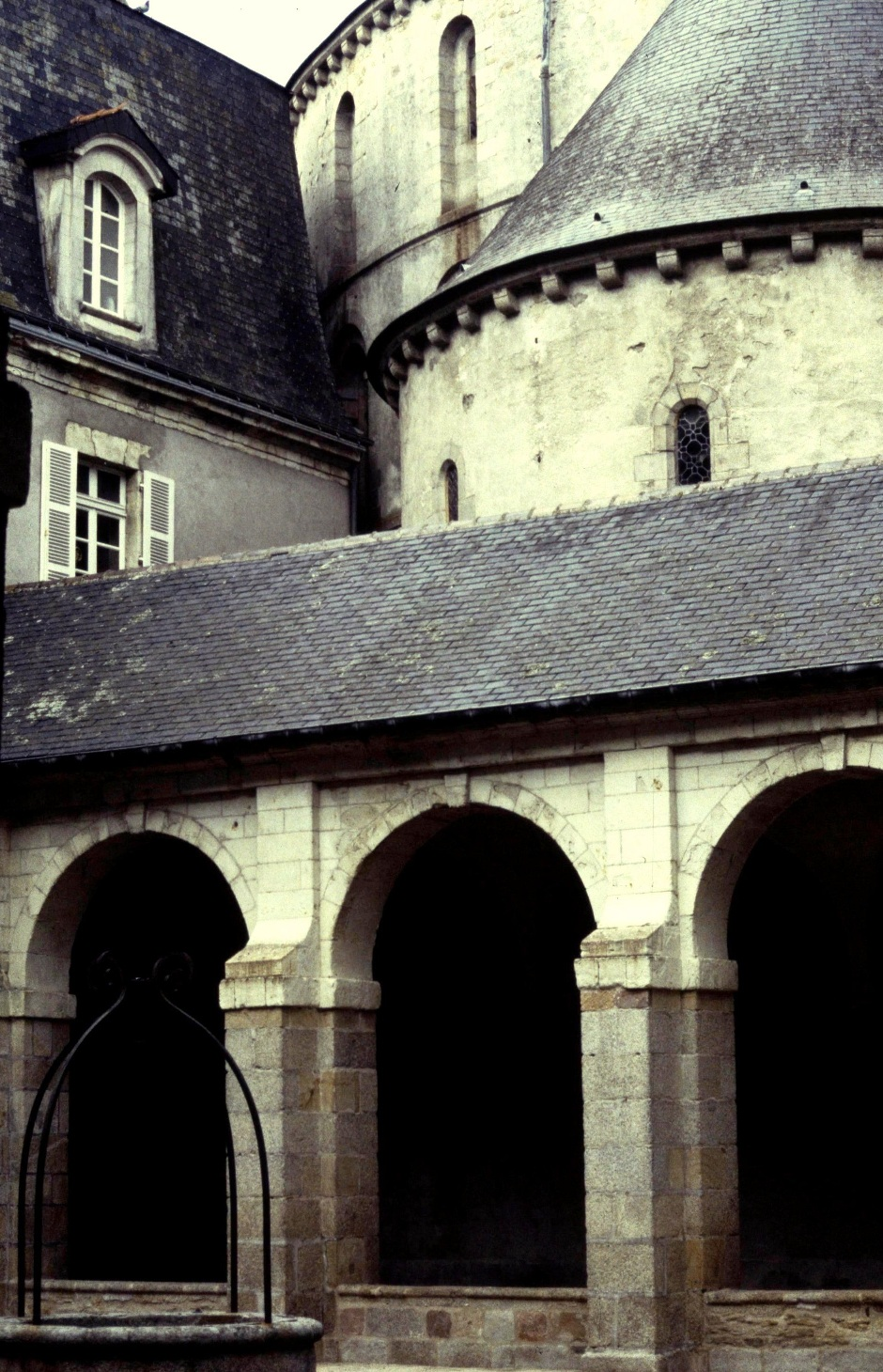
Le cloître de l'abbaye.

Le cloître est composé de quatre galeries ouvertes par des arcades ; chacune de ces galeries est longue de cinq travées. Les arcades retombent sur des piliers dont la partie basse est en granite et la partie haute en tuffeau. Les galeries sont voûtées d'arêtes. Le cloître est construit sur le flanc sud de l'église, que longe sa galerie nord. Sur les trois autres côtés s'élèvent les bâtiments conventuels : trois corps cantonnés de pavillons aux angles. Chacun dispose d'un rez-de-chaussée, d'un étage et d'un niveau de combles. L'aile ouest dispose également d'un sous-sol. À chaque extrémité du bâtiment sud, un escalier dessert chaque niveau. À l'est, l'escalier est construit rampe sur rampe, en granite ; à l'ouest, il est tournant, avec un repos en retour d'équerre, et repose sur une voûte porteuse en berceau. Construit en granite jusqu'au premier étage, il dessert l'étage de combles mais en charpenterie. Le pavillon d'angle sud-est a disparu ; il a été remplacé, dans les années 1970, par la Poste.

### Le mobilier
L'église contient un mobilier très riche : pas moins de quarante-cinq objets sont protégés au titre des monuments historiques. D'autres, sans être inscrits ni classés, sont également intéressants. 

#### Le maître-autel

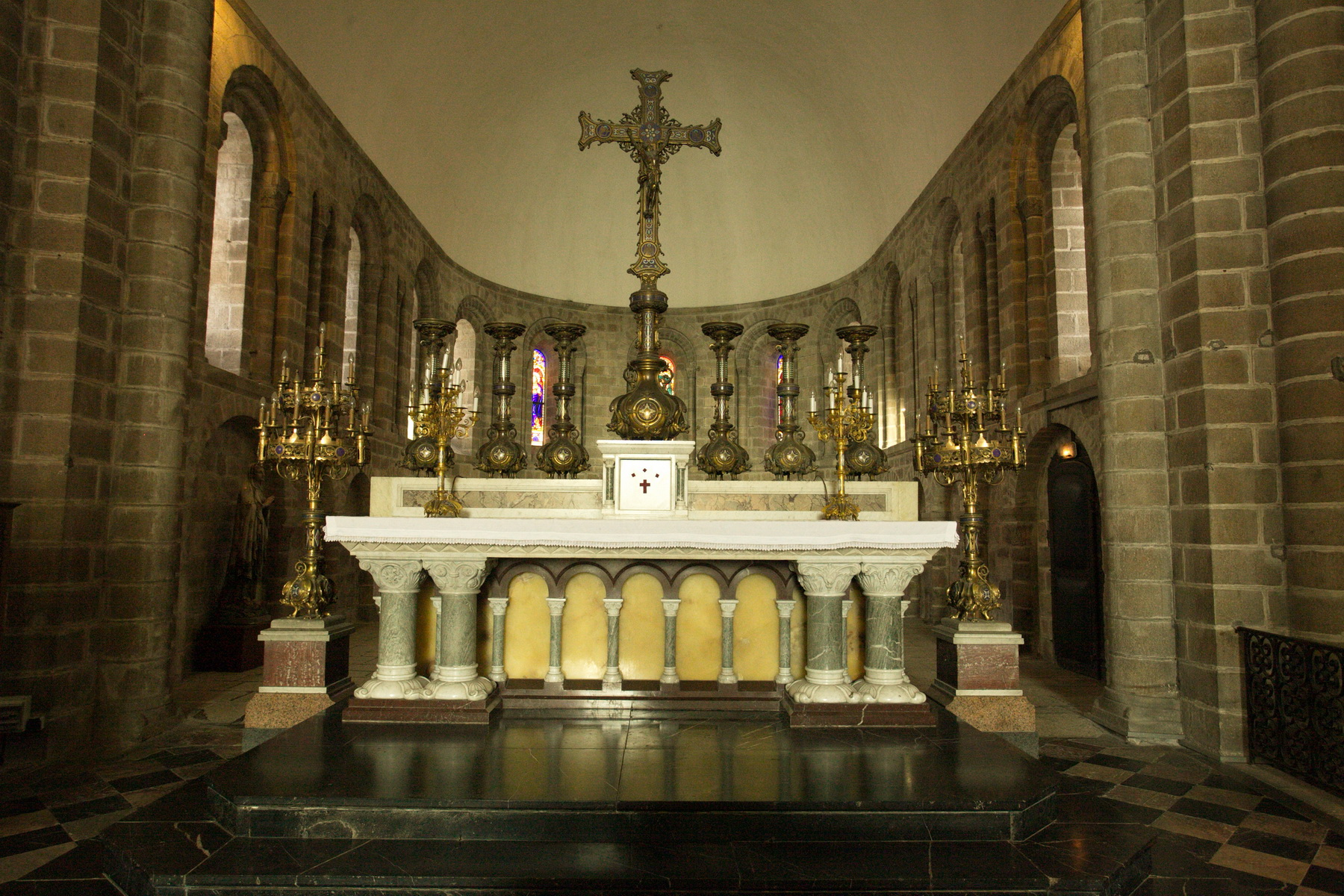
Le maître-autel avec la croix et les chandeliers de Poussielgue-Rusand (sur le côté).

Après l'effondrement de l'église en 1862, une grande partie du mobilier est à renouveler, y compris le maître-autel. Le nouvel ensemble aurait été offert par l'impératrice Eugénie vers 1865. De style néo-roman, il s'inspire de la décoration de l'église, en particulier en ce qui concerne les chapiteaux. Réalisé en marbre veiné de blanc, noir, vert et rouge, il est entouré de trois marches sur tous les côtés et surmonté d'un tabernacle. L'ensemble est large de plus de 3 m et haut d'environ 1,5 m. L'orfèvre Placide Poussielgue-Rusand réalise pour cet autel une croix et deux chandeliers en métal doré et émail cloisonné, qui prennent place sur des supports de part et d'autre de l'autel. L'ensemble a été classé au titre des monuments historiques le 27 juin 1996,.

#### Le grand retable de pierre

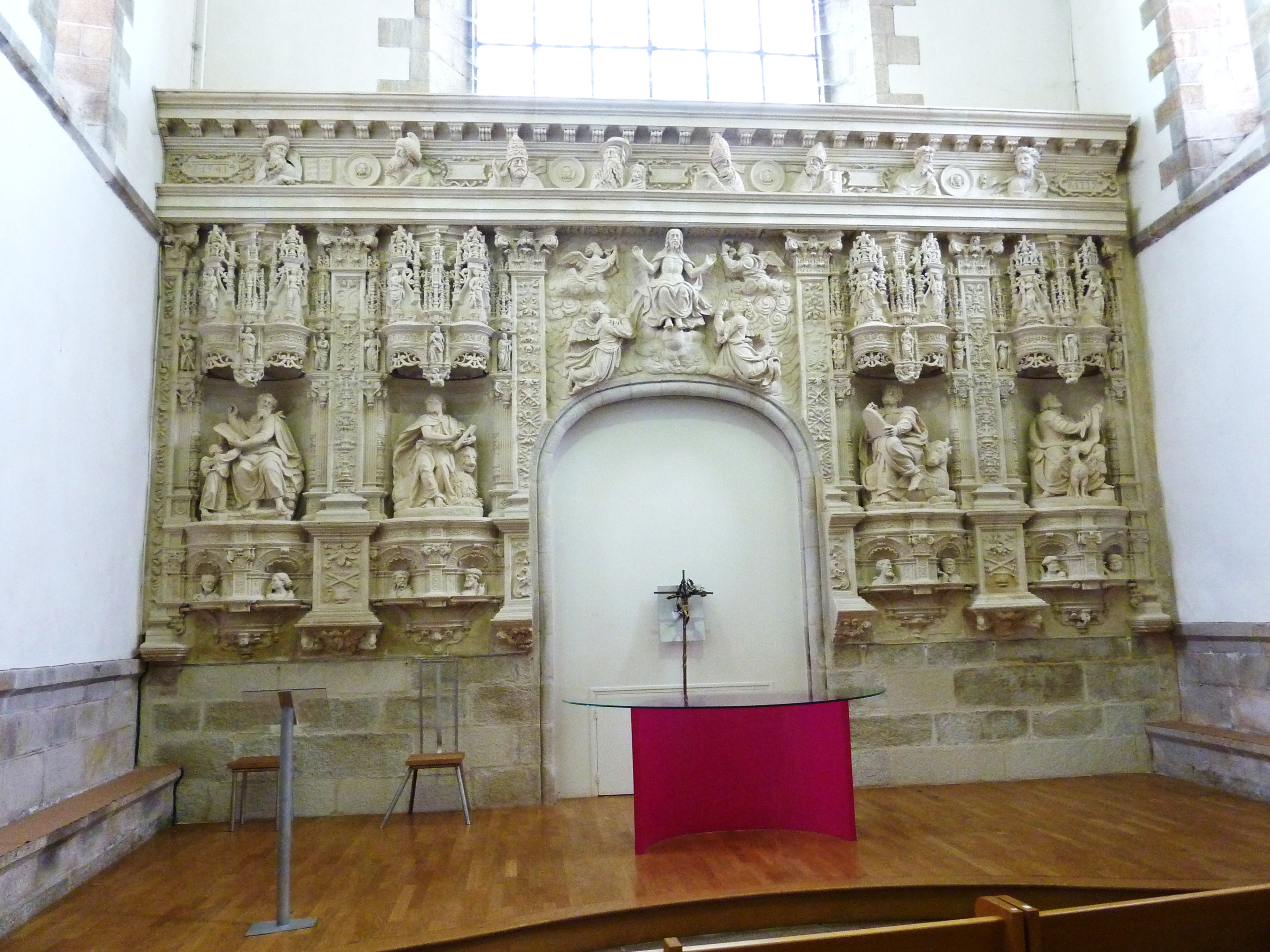
Le retable de pierre.

Sur le mur occidental du bras ouest de l'église se trouve encastré un grand retable en pierre calcaire sculptée en haut-relief. Commandé en 1541 par l'abbé Daniel de Saint-Alouarn, il se trouvait initialement face à l'entrée nord, c'est-à-dire la porte principale de l'église. Il s'agit alors d'une œuvre d'art particulièrement ambitieuse, qui déploie tout le répertoire stylistique de la première Renaissance, tel qu'il s'exprime dans le Val de Loire, par exemple à Solesmes : la commande a pu être passée à des artistes ligériens. En 1732, il est démonté et remonté à son emplacement actuel par le sculpteur rennais Julien Morillon. À cette occasion, la partie centrale est supprimée pour percer une porte dans le bras ouest. Le sculpteur restaure également certaines parties, notamment les statues des évangélistes et le Christ. Il introduit ainsi un style profondément différent de celui de la Renaissance. L'ensemble survit à l'effondrement de 1862. Une restauration a lieu en 2003. Le retable est une vaste composition au centre de laquelle trône le Christ de l'Apocalypse, adoré par quatre anges. Autour de lui, plusieurs registres accueillent les Évangélistes, les Apôtres, la Vierge, les Vertus théologales et cardinales, les Prophètes et les Docteurs de l'Église. L'ensemble est particulièrement imposant et mesure 8,5 m de large pour 5,5 m de haut. Il est classé monument historique avec l'église, car est immeuble par destination.

#### Le groupe sculpté de la Mise au Tombeau

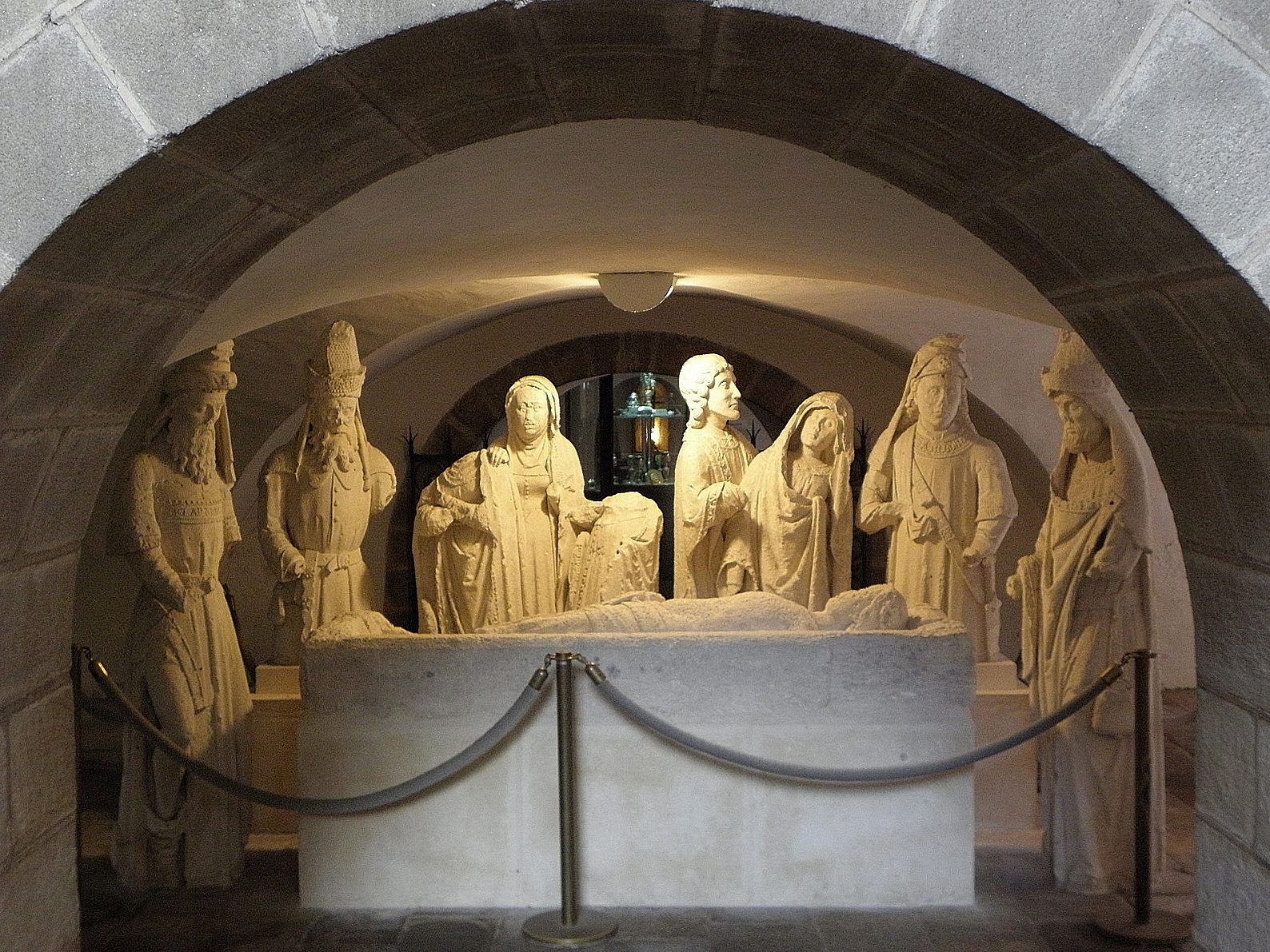
La Mise au Tombeau.

Dans la crypte, sous la croisée du transept, se trouve un groupe sculpté composé de dix statues en pierre, qui représente la Mise au Tombeau du Christ. Datant de la fin du XVe siècle ou du XVIe siècle, il provient la chapelle du couvent des Dominicains de Quimperlé, où il se trouvait encore à la Révolution française. Il pourrait avoir été donné, soit par le prieur Guillaume de Botderu, soit par la famille de Quimerc'h, qui appartenait à la cour ducale. Il est transféré aux alentours de la Révolution dans l'église Sainte-Croix, où il réchappe à l'effondrement de 1862. Déplacé pour les travaux dans le jardin du presbytère, il y reste jusqu'en 1956 et son état s'y dégrade. On l'installe à son emplacement actuel après une restauration par Maimponte en 1962-1967. En 1967, à l'occasion de cette restauration, un voleur a emporté les têtes de saint Jean et de deux des Saintes Femmes qui étaient alors descellées. L'ensemble est classé monument historique depuis le 2 novembre 1956.

#### Les tombeaux de la crypte

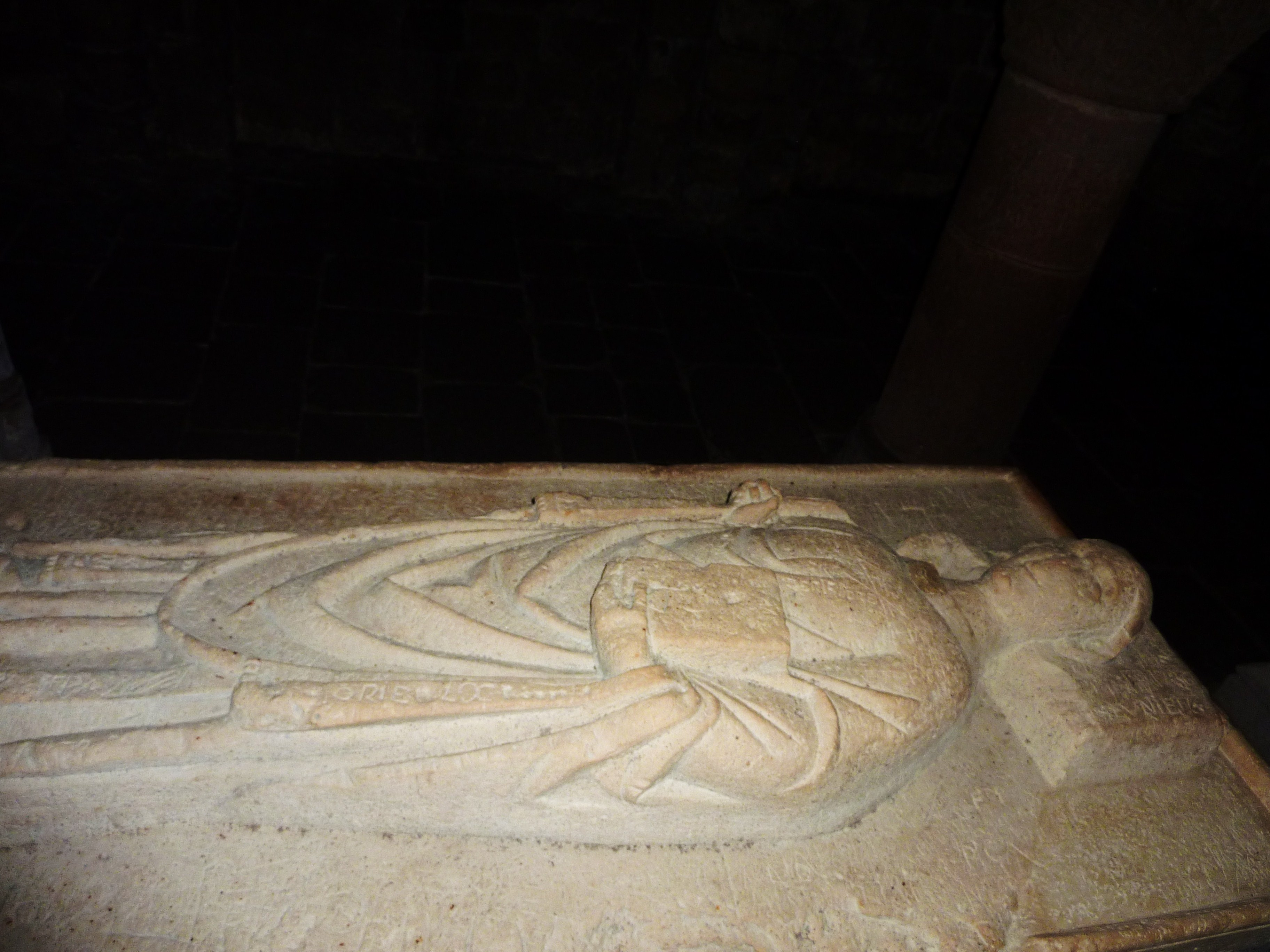
Le tombeau de saint Gurloës.

Dans la crypte sous le chœur des moines se trouvent deux tombeaux : celui de saint Gurloës et celui de l'abbé Henry de Lespervez. 
Le tombeau du premier abbé Gurloës est placé au centre de la crypte. Il est composé d'un soubassement en granite surmonté d'un gisant sculpté dans le calcaire, peut-être une pierre issue de la vallée de la Loire. Le gisant tient une crosse dans la main droite et un livre dans la main gauche ; il a un dragon à ses pieds. Ce tombeau n'est pas celui qui avait été réalisé dans l'espoir de promouvoir le culte du saint à la fin du XIe siècle : il s'agit manifestement d'un nouveau tombeau construit à la fin du XIVe siècle ou au début du XVe siècle. Un conduit traverse le soubassement : on y faisait passer les fous ainsi que les personnes atteintes de maux de têtes ou de la goutte, afin que le saint les guérisse de leurs maladies. De nombreux graffitis ont dégradé le tombeau et témoignent de la vénération dont Gurloës faisait l'objet. Le tombeau, immeuble par destination, est classé au titre des monuments historiques avec l'église par la liste de 1840. 
Le deuxième tombeau est celui de Henry de Lespervez, abbé de Quimperlé de 1409 à 1434. Il s'agit d'un gisant représentant l'abbé sous un dais, avec deux chiens à ses pieds portant ses armoiries : de sable à trois jumelles d'or. Sur le bord de la dalle funéraire est sculptée la Vierge à l'Enfant. Ce tombeau se trouvait initialement dans l'église Notre-Dame de Quimperlé, dont il avait été le commanditaire. La sculpture est de grande qualité. Le tombeau se trouvait déjà dans l'église en 1840 et, immeuble par destination, est comme le précédent classé au titre des monuments historiques par la liste de 1840.

#### Les statues

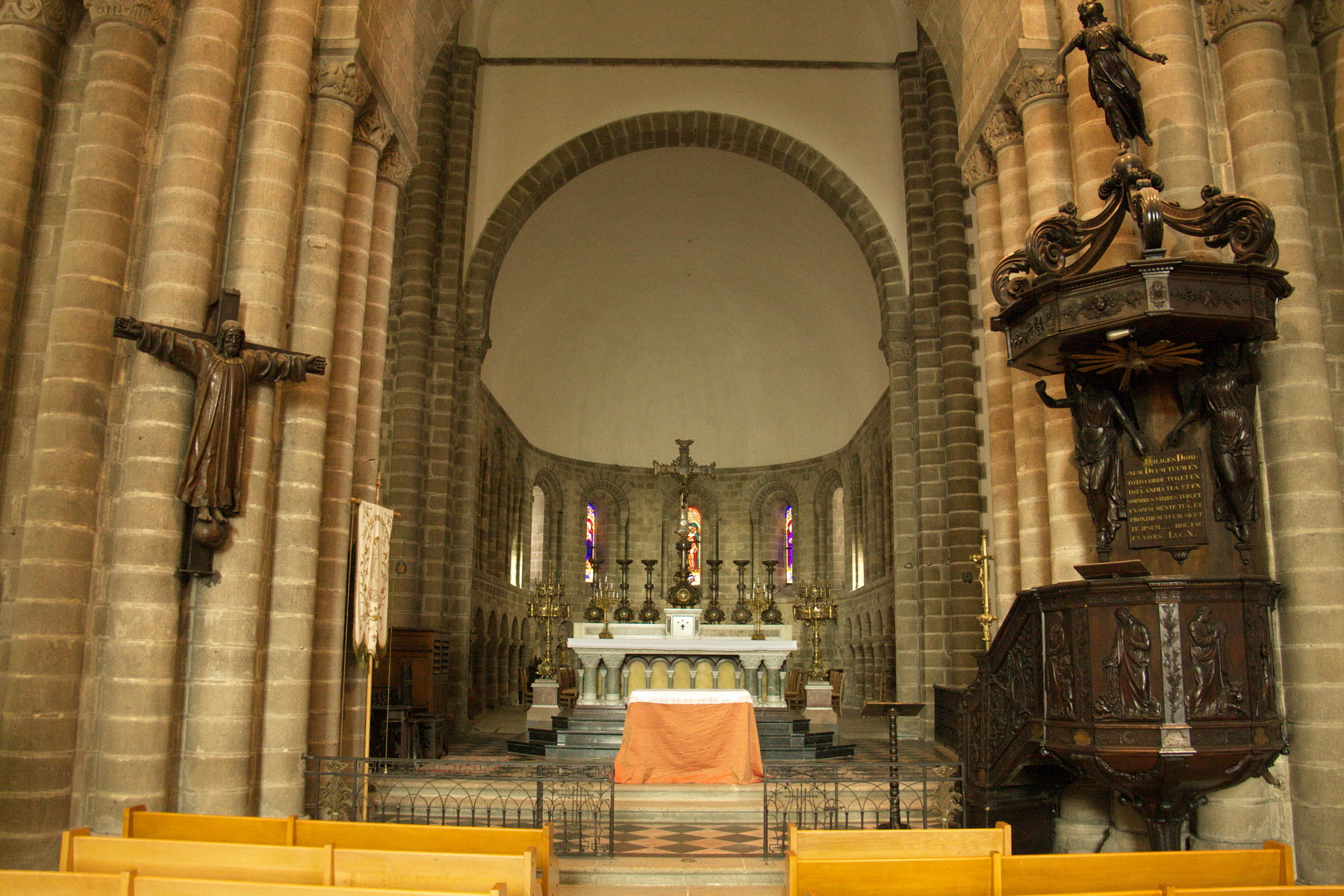
Le Christ en croix vêtu (à gauche) et la chaire (à droite).

L'ancienne abbatiale contient de nombreuses statues protégées au titre des monuments historiques. D'autres ne sont pas protégées ou leur statut est incertain. 
Dans le bras ouest, par lequel se fait l'entrée, une statue de la Vierge à l'Enfant porte le surnom de Notre-Dame de la Délivrance, datant du XVIIe siècle. Elle a été inscrite au titre des monuments historiques le 15 juillet 1993. 
Suspendue au pilier nord du chœur actuel se trouve une grande statue du Christ en croix, vêtu d'une tunique et les pieds reposant sur un globe. Il s'agit probablement d'une copie réalisée après la catastrophe de 1862 par un sculpteur nommé Le Brun d'une statue attestée dans l'église depuis le XVIIe siècle. L'objet est classé au titre des monuments historiques depuis le 4 décembre 1912. 
Dans le bras nord se trouve une statue de sainte Hélène en bois polychrome et doré, sans doute réalisée après l'effondrement et la reconstruction de l'édifice. D'inspiration néo-classique, elle a connu quelques déboires : ses avant-bras sont cassés et rapportés. L'objet est inscrit au titre des monuments historiques depuis le 15 juillet 1993. Une autre statue de bois polychrome représente la Vierge Marie et porte le nom de Notre-Dame de Vérité. Sculptée dans la seconde moitié du XVIIe siècle, elle est également inscrite au titre des monuments historiques depuis le 15 juillet 1993. Une statue du Christ souffrant, datant du XVIe siècle, est également conservée dans cette partie de l'église ; elle a été inscrite au titre des monuments historiques le 15 juillet 1993.
Dans le déambulatoire, entre le bras sud et le chœur, se trouve une statue en chêne peint et polychrome de saint Jacques en pèlerin, portant chapeau et bourse timbrée de la coquille. Datant du XVIe siècle, la statue a souffert au fil du temps et notamment perdu son bâton. Elle a été inscrite au titre des monuments historiques le 15 juillet 1993. 
Dans le bras sud, le long du mur ouest, une statue de sainte Marguerite en bois peint et polychrome est le fruit d'un don de l'évêché de Quimper en 1998. La sainte se trouve debout sur un dragon. L'objet date du XVIIe siècle et a été restauré après le don du diocèse. Son statut de protection est incertain. Une autre statue de la Vierge, dite Notre-Dame de Bonne Nouvelle, date du XVIIe siècle. Ne portant pas d'enfant, elle pourrait avoir appartenu à un groupe de la Sainte Famille, à moins qu'il ne s'agisse d'une statue de sainte renommée tardivement. Elle a été inscrite au titre des monuments historiques le 15 juillet 1993. Une troisième statue en bois polychrome, la plus ancienne, représente la Vierge à l'Enfant. Sculptée à la fin du XIVe siècle ou au début du XVe siècle, elle a, comme la précédente, été inscrite au titre des monuments historiques le 15 juillet 1993. Une quatrième, représentant encore la Vierge à l'Enfant, et dite Notre-Dame des Fleurs, pourrait dater de la première moitié du XVIe siècle. Elle est également inscrite au titre des monuments historiques depuis le 15 juillet 1993. 
À la sacristie se trouve une statue en bois d'un saint identifié comme saint Dominique, datant peut-être du XVIe siècle. Elle est inscrite au titre des monuments historiques depuis le 15 juillet 1993. On peut également y voir une statue du pape saint Corneille, ou Cornély, réalisée sans doute dans la première moitié du XIXe siècle. Coiffé d'une tiare, il tient une croix dans sa main gauche et a une tête de taureau à ses pieds. Il est inscrit aux monuments historiques depuis la même date que le saint Dominique. Une statue en bois polychrome de saint Roch accompagné de son chien, vêtu en pèlerin et montrant sa plaie, est également conservée dans cette pièce. Comme la précédente, elle a été produite dans la première moitié du XIXe siècle, et elle a été inscrite au titre des monuments historiques à la même date. Le même arrêté de protection a également inscrit aux monuments historiques une statue de bois polychrome du XVIIe siècle qui représentait initialement la Trinité, avec Dieu le Père trônant et la colombe du Saint-Esprit servant de fermoir à sa chape. Le Christ en Croix qui devait compléter l'ensemble a disparu. Ce groupe sculpté se trouvait peut-être initialement à l'église de Lothéa, également à Quimperlé. On trouve également dans cette pièce une statue de la Vierge à l'Enfant, elle aussi inscrite au titre des monuments historiques le 15 juillet 1993. Elle date du XVIIe siècle.

#### Le tableau de l'Adoration des Mages
Dans le bras ouest, un tableau représentant l'Adoration des Mages est pendu au mur nord ; on y voit également les scènes de la Nativité et de la Fuite en Égypte. Il est signé du peintre J. Bizien, par ailleurs inconnu, et porte la date de 1635 et le nom de son commanditaire, Jean Auffret, syndic de la ville de Quimperlé en 1629. Le style de la peinture invite à le rapprocher de la peinture flamande du XVIIe siècle. Il se trouvait initialement dans l'église Notre-Dame de Quimperlé, d'où il a été apporté en 1963. Il est classé au titre des monuments historiques depuis le 4 décembre 1914.

#### La chaire à prêcher

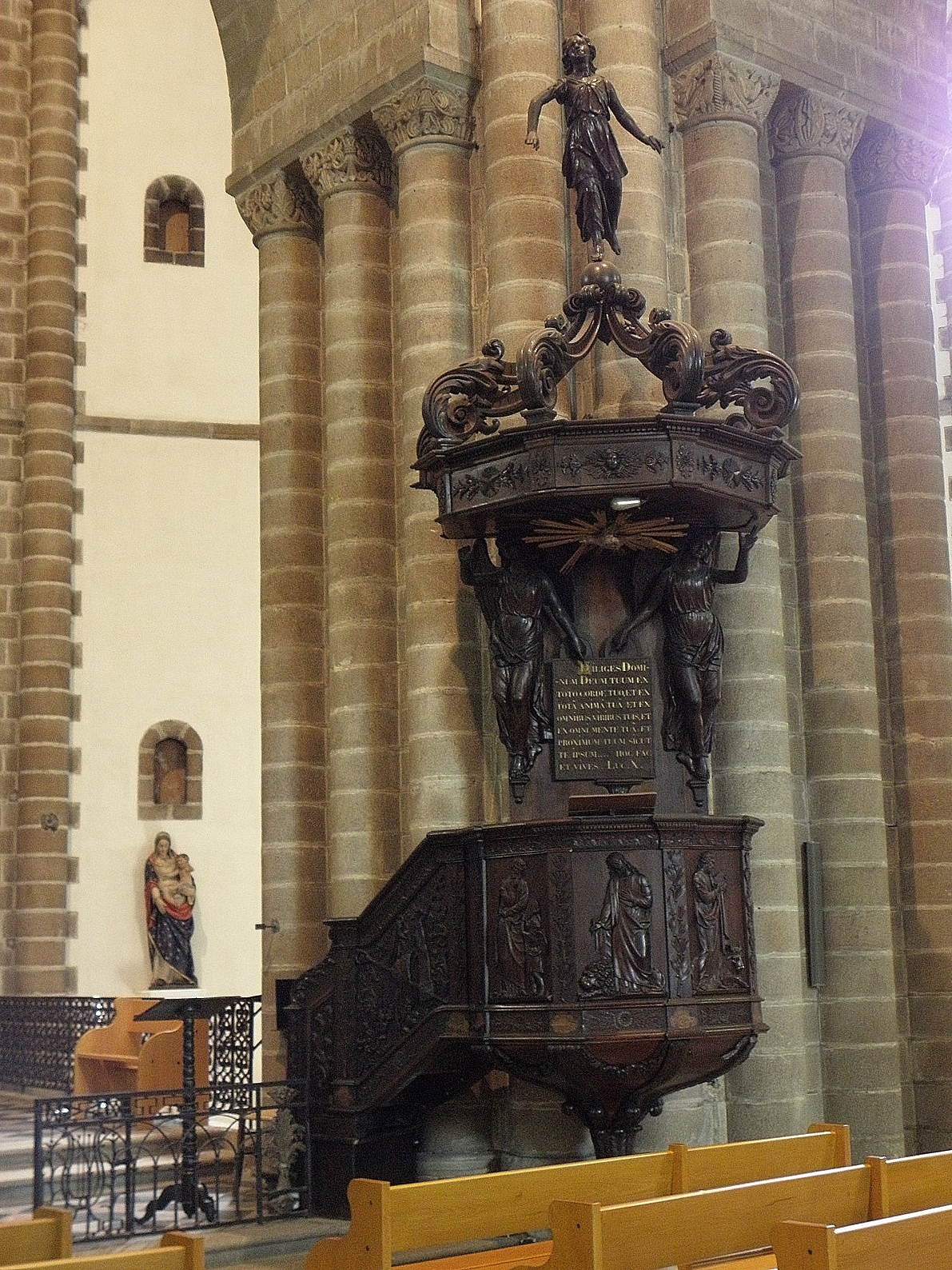
La chaire à prêcher.

La chaire à prêcher de l'église a été construite dans la seconde moitié du XIXe siècle, après la reconstruction de l'église effondrée. Réalisée en bois de chêne et de châtaignier, elle est composée d'une cuve octogonale, d'un escalier avec rampe et d'un abat-voix. Quatre des panneaux latéraux de la cuve sont sculptés de hauts-reliefs figurant les quatre évangélistes, Matthieu, Marc, Luc et Jean. L'abat-voix est porté par des anges cariatides et surmonté de l'ange de la Renommée ; la colombe du Saint-Esprit est représentée à l'intérieur. La rampe de l'escalier d'accès est également sculptée, dans la masse cette fois. Une inscription latine est extraite de l'évangile de saint Luc. L'ensemble mesure plus de 6 m de haut pour 2,60 m de large. La chaire est inscrite aux monuments historiques par arrêté du 15 juillet 1993.

#### Les fonts baptismaux
Entre les escaliers qui donnent accès au chœur, à proximité du groupe sculpté de la Mise au tombeau, sont disposés les fonts baptismaux : un pied carré de marbre noir veiné de blanc porte une cuve ovale dans le même matériau. La cuve est fermée par un couvercle de bronze. L'ensemble est haut d'un mètre dix, large de 90 cm et profond de 64 cm. Installé dans l'église après la reconstruction de 1864, il n'est pas protégé au titre des monuments historiques.

#### Le bénitier
Dans le bras ouest, qui sert d'accès à l'église, se trouve un bénitier de marbre noir veiné de blanc. La vasque a la forme d'une coquille de vastes dimensions : 1,57 m de large pour 82 cm de profondeur. Elle repose sur un pied tripartite ; juste à côté subsistent les vestiges d'un petit bénitier ovale posé par terre. Les deux objets pourraient dater de la fin du XVIIIe siècle ou du début du XIXe siècle. Les deux objets ne sont pas protégés au titre des monuments historiques.

#### La sacristie
En 1704, à l'issue des travaux de restauration engagés par les Mauristes à l'abbaye, l'abbé Guillaume Charrier commande pour la sacristie nouvellement rebâtie un ensemble de lambris et de mobilier de sacristie en bois de chêne et de châtaignier au sculpteur et menuisier Pierre Le Dieu. L'ensemble se compose d'un lambris de revêtement, de plusieurs buffets bas, d'un chasublier et de deux armoires d'angle qui couvrent les murs nord, sud et ouest de la pièce. Le décor est composé de panneaux à cadre fortement saillant, très sobres, de pilastres à chapiteaux corinthiens et d'une frise végétale surmontée d'une corniche à denticules qui court au sommet des lambris. L'ampleur de ce mobilier et la qualité du travail en font l'un des plus beaux mobiliers de sacristie en Cornouaille. À cet ensemble s'est ajouté au XIXe siècle des stalles, un prie-Dieu, un confessionnal et deux autres chasubliers au centre de la pièce. Le décor de la sacristie est classé au titre des monuments historiques, comme immeuble par destination, par la liste de 1840.

### Sources et bibliographie
- Anne Autissier, La sculpture romane en Bretagne, XIe – XIIe siècle, Rennes, Presses universitaires de Rennes, 2005 (ISBN 978-2-7535-0066-2).
- Anne Autissier, « Quimperlé. Eglise Sainte-Croix », Congrès archéologique de France « Finistère 2007 »,‎ 2009, p. 319-324.
- Xavier Barral i Altet, Art roman en Bretagne, Paris, Ed. Jean-Paul Gisserot, 2005 (ISBN 978-2-87747-711-6), p. 10-11.
- Dom Jean-Martial Besse, Abbayes et prieurés de l'ancienne France, vol. VIII : Province ecclésiastique de Tours, Paris, Picard, 1920.
- Anne Brillet, Les Abbayes Bretonnes (ouvrage collectif publié par la Biennale des Abbayes Bretonnes), Paris, B.A.B & Fayard, 1983, 543 p. (ISBN 9782213013138), p. 195-205  Sainte-Croix de Quimperlé.
- Marc Déceneux, La Bretagne romane, Rennes, Ed. Ouest-France, 1998 (ISBN 2-7373-2262-6).
- André Mussat, Arts et cultures de Bretagne ; un millénaire, Paris, Berger-Levrault, 1979 (ISBN 9782737319327).
- Joëlle Quaghebeur, La Cornouaille du IXe au XIIe siècle : mémoire, pouvoir, noblesse, Rennes, Presses universitaires de Rennes, 2002 (ISBN 2-86847-743-7).
- Louise-Marie Tillet, Bretagne romane, La Pierre-Qui-Vire, Zodiaque, coll. « La Nuit des Temps », 1982.